# Форпост
Форпост (на немски: Vorpost) или аванпост (на френски: avant-poste – място отпред, преден пост, преден пункт) е термин от военното дело.
Означава изнесена напред стража, преден охранителен пост (патрул) или отред за охрана. Поставя се от войските, намиращи се в състояние на отбрана или в почивка, откъм страната на предполагаемо нападение на противника с цел да се предотврати внезапно нападение върху основните сили.